# Haglaaryuk
Haglaaryuk ist eine unbewohnte Insel im kanadischen Territorium Nunavut. Sie ist 4,5 Kilometer vom kanadischen Festland entfernt.
Die Insel ist 2,7 Kilometer lang und 1,3 Kilometer breit. In der Nähe liegen die Hurd-Inseln.